# 魯斯內島
魯斯內島為位處立陶宛希盧泰區尼曼三角洲的島嶼，坐落在尼曼河支流阿特瑪塔河（Atmata）、斯基爾維特河（Skirvytė）與庫爾斯潟湖之間。其面積約45平方公里，乃立陶宛面積最大的島嶼。

## 地理
魯斯內島約莫在1,100年前形成，係尼曼河挾帶大量土砂，並在流入庫爾斯潟湖之前堆積而成。該島嶼平均海拔未達1.5公尺，而最低海拔為低於海平面0.27公尺，乃立陶宛海拔最低點所在地（更早之前所測得之海拔為低於海平面1.3公尺）。此島嶼尤其在春季會因凌汛導致洪水氾濫頻繁，且在洪水氾濫及平時河道沖刷等過程所產出的新沉積物能使島嶼面積增加。洪水可藉由渠道與圍堤等設施抽排出，然而當地的圍堤與堤防系統並非總是能有效控制洪水，諸如1958年4月因強降雨所引致的極端洪水事件而造成許多設施嚴重損毀。
魯斯內島內包含阿特瑪塔河（Atmata）、斯基爾維特河（Skirvytė）、帕卡爾內河（Pakalnė）、沃魯斯內河（Vorusnė）、斯卡圖萊河（Skatulė）與魯斯奈特河（Rusnaitė）等支流，然而奈庫佩河（Naikupė）與烏爾莫河（Ulmo）屬於獨立的河流系統，並非尼曼河所屬支流。此島嶼被納入在尼曼三角洲區域公園的範圍內。

## 歷史
根據歷史文獻記載，該島嶼早先由漁民定居，隨後由立窝尼亚骑士团與十字軍控制。該地因鄰近尼曼河匯流口而成為波罗的海貿易路線的中繼站，且在控制萨莫吉希亚的戰役期間具有一定的戰略重要性。魯斯內境內一座教堂的歷史可追溯自1419年。
島上主要產業有帆船、獨木舟旅遊以及漁業。魯斯內鎮為該島人口最多的聚居地，2011年人口有1,274人。連結魯斯內島與陸地之間的橋梁於1914年完工，惟在第二次世界大戰期間被摧毀，當前橋梁為在1974年所修建。魯斯內島民族文化與資訊中心（Salos etnokultūros ir informacijos centras）則設置於魯斯內。
1990年立陶宛恢復獨立後，由於島上集体耕作的結束使得個體地主缺乏農機具等資源來整理田地，導致植被任其生長反而不利於候鳥居住；然而東大西洋遷飛路線有途經此島嶼，故此屬於國際問題。非政府组织立陶宛自然基金（Lietuvos Gamtos Fondas）成功率先將各種鳥類所使用的草原恢復，並且獲得當地農民的支持。

## 聚落
- 魯斯內
- 西什克蘭特
- 帕卡爾內
- 烏斯塔瓦里斯
- 斯基爾維特
- 沃魯斯內

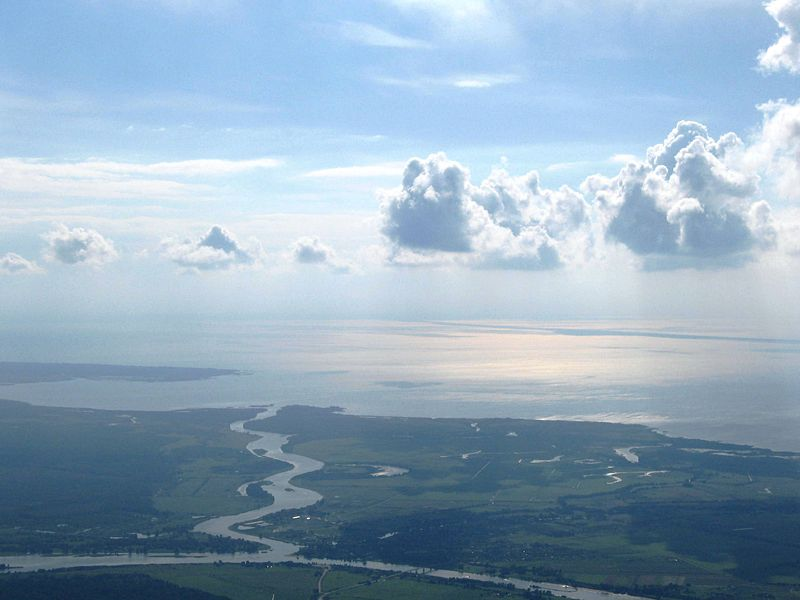
空中所見的魯斯內島
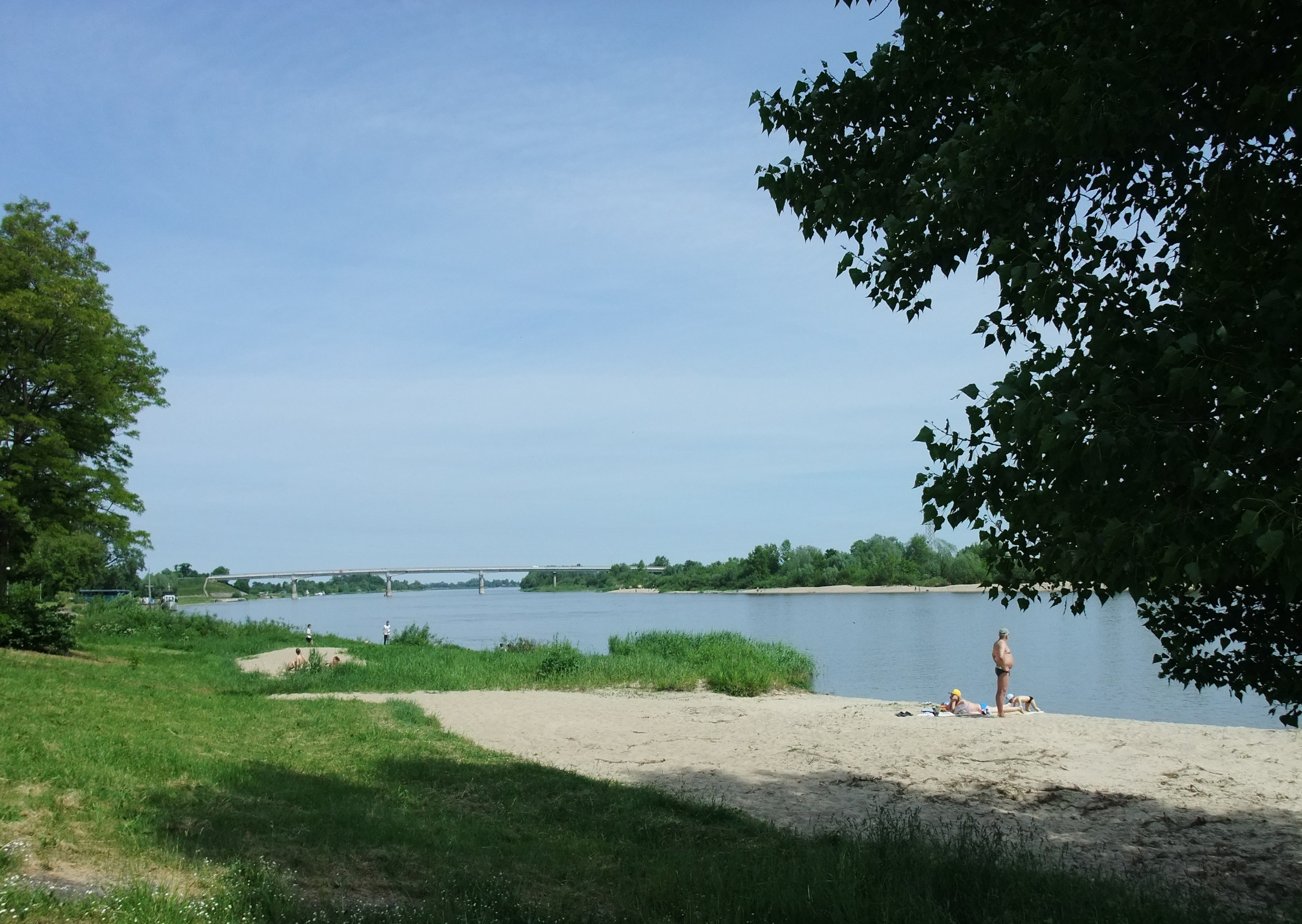
連結魯斯內島與陸地之間的橋梁
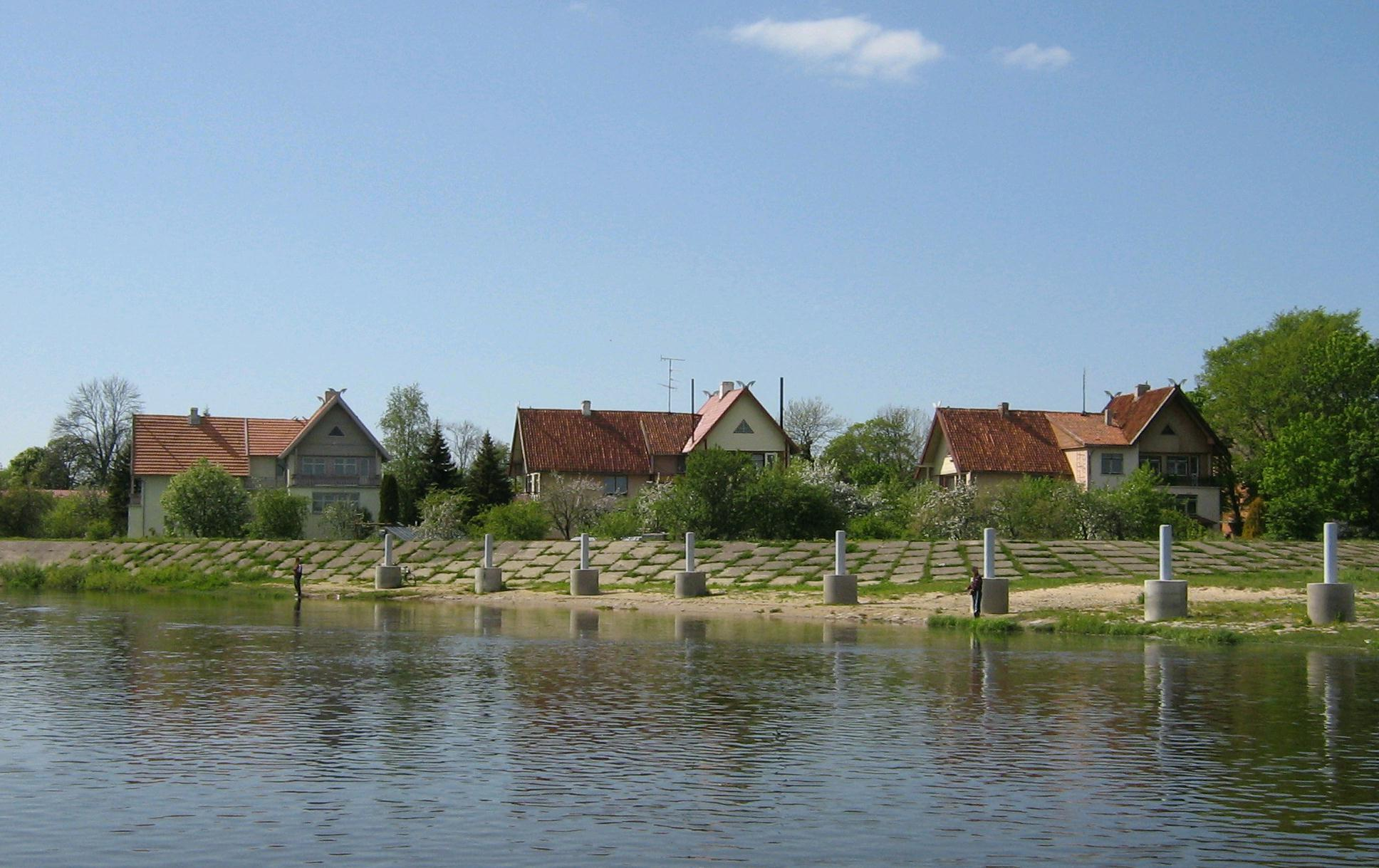
魯斯內
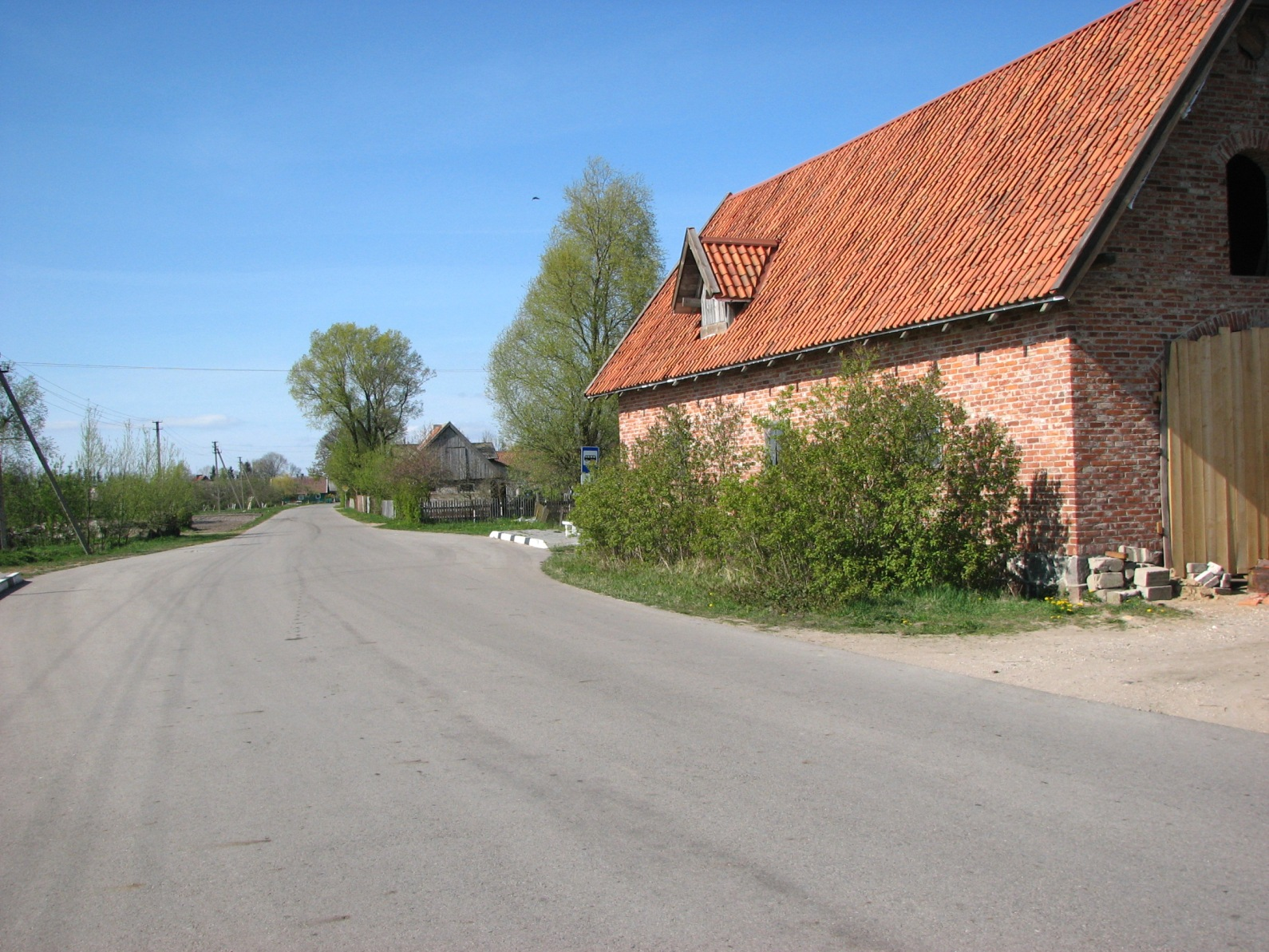
斯基爾維特
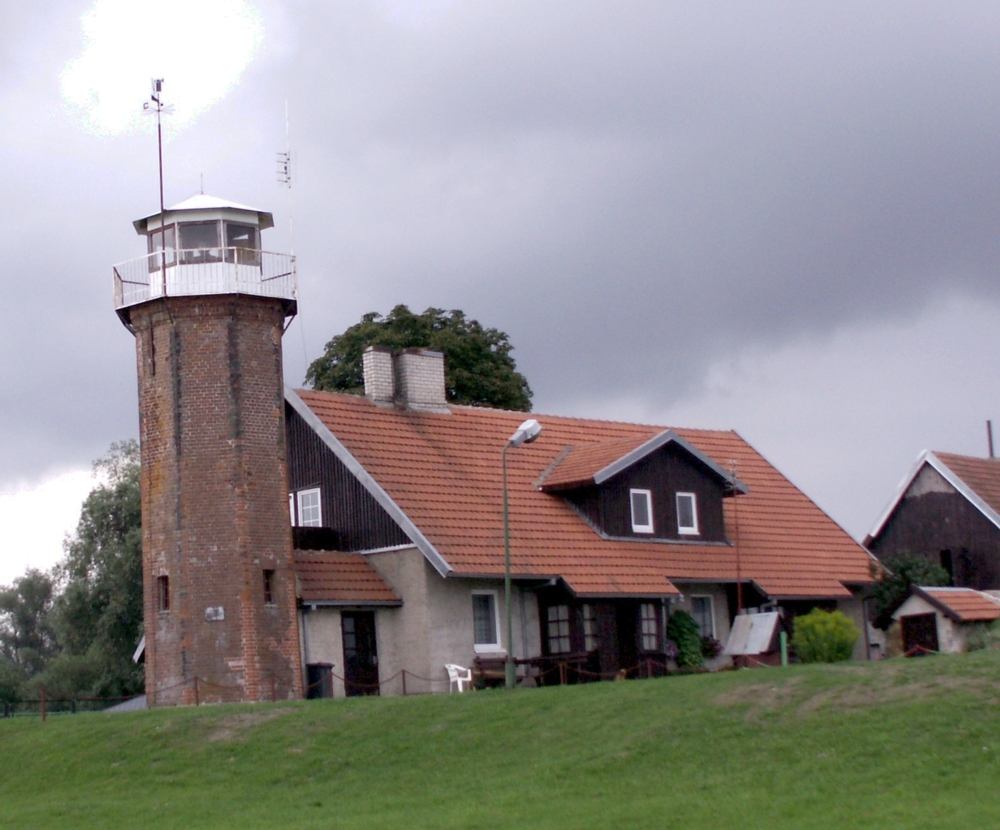
烏斯塔瓦里斯